# Ойвож (приток Чожуги)
Ойвож (Ойваж) — река в России, течёт по территории Лешуконского района Архангельской области. Правый приток реки Чожуга.
Длина реки составляет 24 км.

## Данные водного реестра
По данным государственного водного реестра России относится к Двинско-Печорскому бассейновому округу, водохозяйственный участок реки — Мезень от истока до водомерного поста у деревни Малонисогорская. Речной бассейн реки — Мезень.
Код объекта в государственном водном реестре — 03030000112103000045029.